# بخش کارگوپولسکی
بخش کارگوپولسکی (به لاتین: Kargopolsky District) یک منطقهٔ مسکونی در روسیه است که در استان آرخانگلسک واقع شده‌است.